# Aeroportul Monto
Aeroportul Monto (IATA: MNQ, ICAO: YMTO) este un aeroport din Queensland, Australia.
Situat la o altitudine de 230 m, aeroportul dispune de o singură pistă.